# Grafenwörth
Grafenwörth is een gemeente in de Oostenrijkse deelstaat Neder-Oostenrijk, gelegen in het district Tulln (TU). De gemeente heeft ongeveer 2600 inwoners.

## Geografie
Grafenwörth heeft een oppervlakte van 46,4 km². Het ligt in het noordoosten van het land, ten noordwesten van de hoofdstad Wenen.
Absdorf · Atzenbrugg · Fels am Wagram · Grafenwörth · Großriedenthal · Großweikersdorf · Judenau-Baumgarten · Kirchberg am Wagram · Königsbrunn am Wagram · Königstetten · Langenrohr · Michelhausen · Muckendorf-Wipfing · Sieghartskirchen · Sitzenberg-Reidling · Sankt Andrä-Wördern · Tulbing · Tulln an der Donau · Würmla · Zeiselmauer-Wolfpassing · Zwentendorf an der Donau
- Gemeinsame Normdatei: 4799184-7
- Library of Congress Control Number: n80092102
- Nationale Bibliotheek van Tsjechië: xx0237143
- Nationale Bibliotheek van Israël: 987007554927805171
- Virtual International Authority File: 157105487